# Internationale Sonneberger Jazztage
Internationale Sonneberger Jazztage ist die Bezeichnung für ein Festival der Jazz- und Gospel-Musik, das seit 1986 jährlich im November im thüringischen Sonneberg stattfindet. Veranstalter ist der 1992 gegründete Verein Sonneberger Jazzfreunde e. V.

## Geschichte
Aus der Taufe gehoben wurde das Festival anlässlich des 15. Bühnenjubiläums der Sonneberger Jazzband Jazz Optimisten am 29. November 1986. Zum 15. Geburtstag der Jazz Optimisten ermöglichte der Generaldirektor des damaligen VEB Kombinat Spielwaren Sonneberg als Trägerbetrieb die Ausrichtung einer Jazz-Nacht mit namhaften Gästen in Sonneberg. Auf Grund des Erfolgs dieser Veranstaltung wurde beschlossen, alljährlich im November die Sonneberger Jazz-Nacht mit mehreren Formationen zu wiederholen. Mit dem Jazz Day Orchestra aus Polen trat 1987 erstmals eine internationale Gruppe bei dem Festival auf. 
Mit Mighty Flea Connors and his Band und Queen Yahna gelang es 1991 erstmals, Interpreten aus den USA nach Sonneberg zu holen. In den folgenden Jahren kamen weiterhin sehr gute Jazzer, nun aber auch sehr populäre wie Bill Ramsey, die Dutch Swing College Band oder aus Großbritannien Rod Mason, Chris Barber, Terry Lightfoot und Kenny Ball mit ihren Bands. Mit der Zeit öffnete sich das Festival auch anderen Stilrichtungen wie dem Gospel. 
Um die Zukunft der Jazz Optimisten und des Sonneberger Festivals für die Region zu sichern, wurde 1992 unter der Leitung von Peter Wicklein der Verein Sonneberger Jazzfreunde e.V. gegründet, unter Beteiligung von Jazzfreunden aus dem benachbarten Franken.
In den ersten 30 Jahren seines Bestehens traten im Rahmen des Festivals 335 Bands mit 2582 Akteuren bei 355 Konzerten auf. 